# Kristján Emilsson
Kristján Gauti Emilsson (Göteborg, 26 aprile 1993) è un ex calciatore islandese, di ruolo attaccante.

## Carriera

### Club
In carriera ha giocato 9 partite di qualificazione alle coppe europee, di cui 4 per la Champions League e 5 per l'Europa League, tutte con l'FH Hafnarfjörður.

### Nazionale
Ha giocato nelle nazionali giovanili islandesi Under-17, Under-19 ed Under-21.

## Palmarès

### Club

#### Competizioni nazionali
- Campionato islandese: 1

FH Hafnarfjörður: 2012
- Supercoppa d'Islanda: 1

FH Hafnarfjörður: 2013
- Coppa di Lega islandese: 1

FH Hafnarfjörður: 2014
- Eerste Divisie: 1

N.E.C.: 2014-2015